# Gymnoscelis obsolescens
Gymnoscelis obsolescens là một loài bướm đêm trong họ Geometridae.